# Marianne Noack
Marianne Noack, po mężu Paulick (ur. 5 października 1951 w Rostocku) – niemiecka gimnastyczka sportowa reprezentująca NRD. Brązowa medalistka olimpijska z Meksyku (1968) w wieloboju drużynowym.

## Osiągnięcia

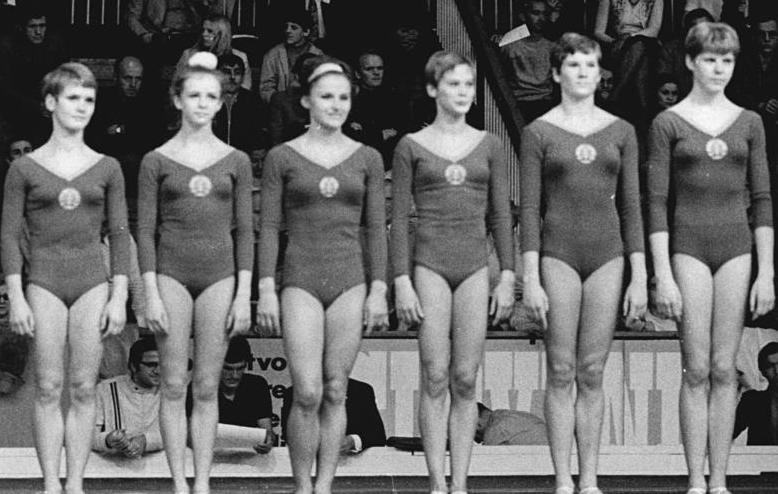
Reprezentacja NRD w 1970 roku, od lewej: Janz, Schmeißer, Zuchold, Hellmann, Marianne Noack i Schmitt

| Rok                   | Zawody                | Konkurencja           | Konkurencja           | Konkurencja           | Konkurencja           | Konkurencja           | Konkurencja           |
| Rok                   | Zawody                | VT                    | UB                    | BB                    | FX                    | AA                    | Team                  |
| Zawody międzynarodowe | Zawody międzynarodowe | Zawody międzynarodowe | Zawody międzynarodowe | Zawody międzynarodowe | Zawody międzynarodowe | Zawody międzynarodowe | Zawody międzynarodowe |
| --------------------- | --------------------- | --------------------- | --------------------- | --------------------- | --------------------- | --------------------- | --------------------- |
| 1968                  | Igrzyska olimpijskie  | 13T QR                | 52T QR                | 10T QR                | 24T QR                | 27                    | 3                     |
| 1970                  | Mistrzostwa świata    |                       |                       |                       |                       |                       | 2                     |